# كلوريد الكروم الثلاثي
 كلوريد الكروم الثلاثي مركب كيميائي له الصيغة CrCl3 ، ويكون على شكل مسحوق بلوري ذي لون بنفسجي (لامائي) أو أخضر داكن (سداسي هيدرات).

## الخواص
- حالة أكسدة الكروم في هذا المركب هي +3
- الشكل اللامائي من كلوريد الكروم ضعيف الانحلالية في الماء، لكن بوجود آثار من الكروم الثنائي تحدث عملية انحلال سريعة وناشرة للحرارة ويتشكل الشكل المائي من كلوريد الكروم الثلاثي ذي اللون الأخضر الداكن بارتباط ستة جزيئات ماء مع ذرة الكروم المركزية في البنية البلورية.
- يؤدي تسخين محاليل كلوريد الكروم الثلاثي وتبريدها اللاحق إلى حدوث تبادل في المرتبطات، حيث أن المحاليل الساخنة تكون خضراء داكنة يؤدي تبريدها التدريجي إلى تحولها إلى اللون البنفسجي.

[Cr(H2O)6]Cl3 ⇌ [CrCl3(H2O)3].3H2O

## التحضير
يحضر الشكل اللامائي من تسخين فلز الكروم في تيار من غاز الكلور عند الدرجة 1200°س.

## الاستخدامات
- يستعمل كلوريد الكروم الثلاثي كحفاز في الاصطناع العضوي.
- كما يستعمل أيضاً من ضمن مضادات التآكل.

## معرض صور

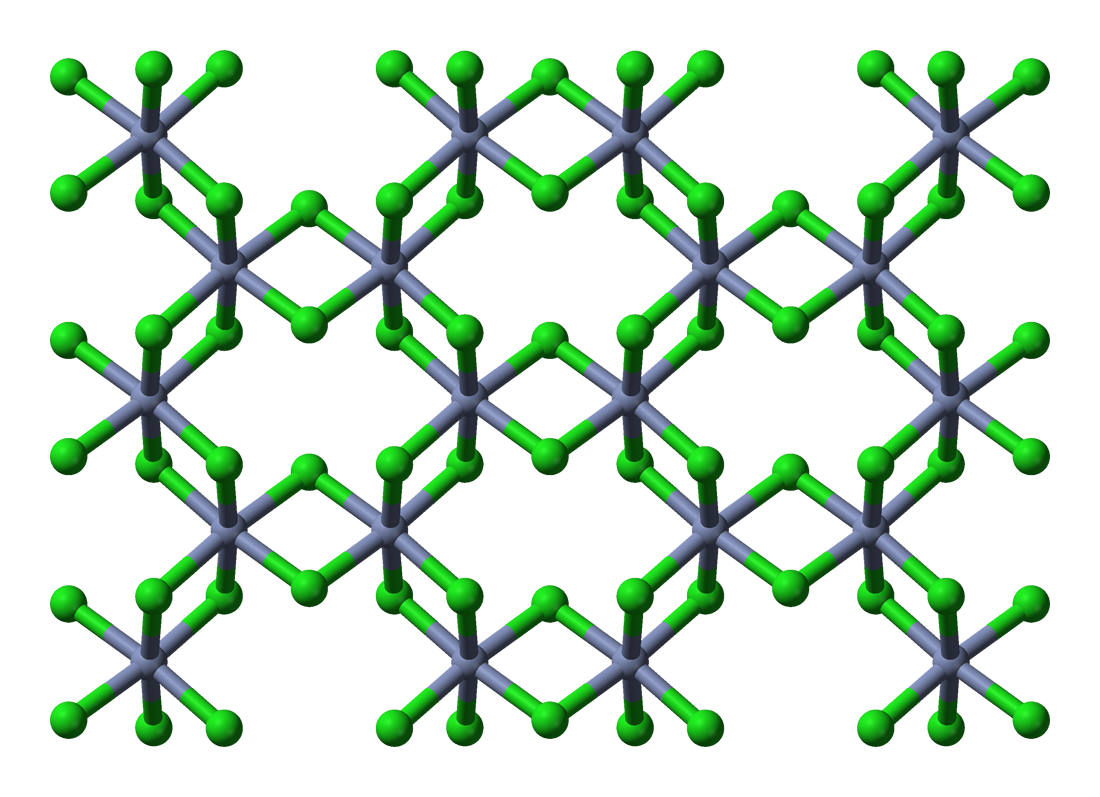
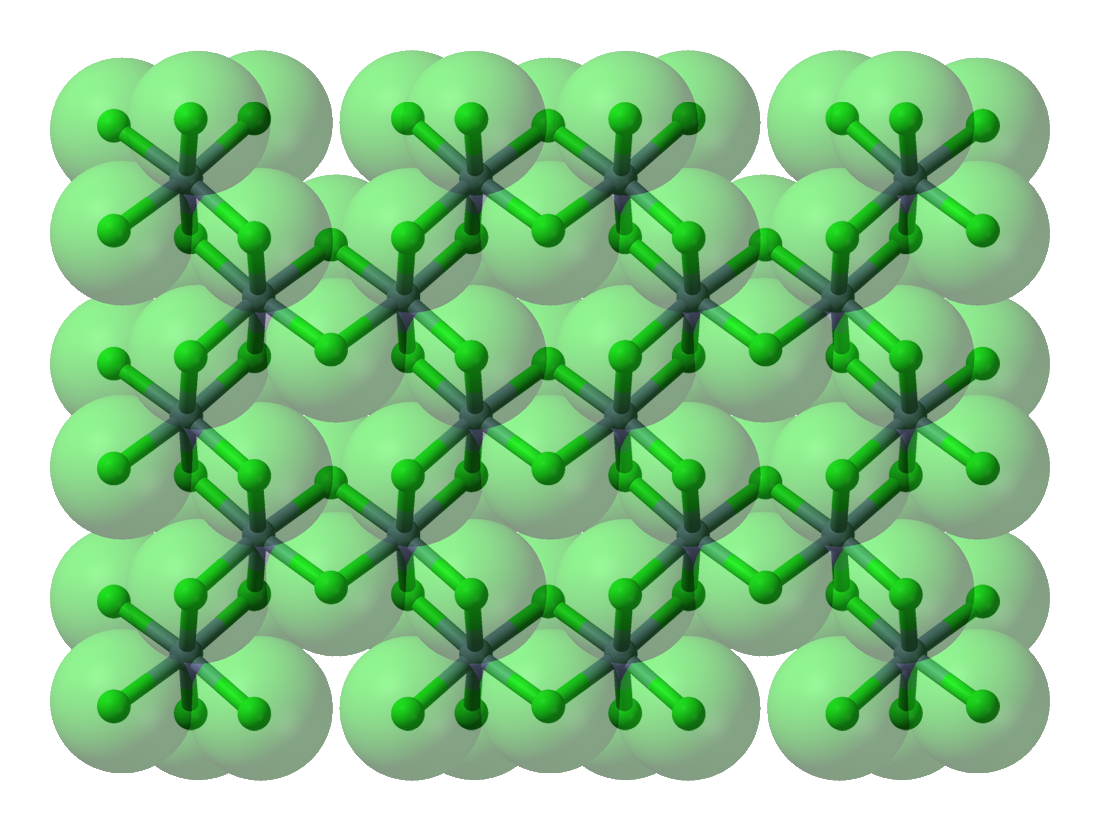
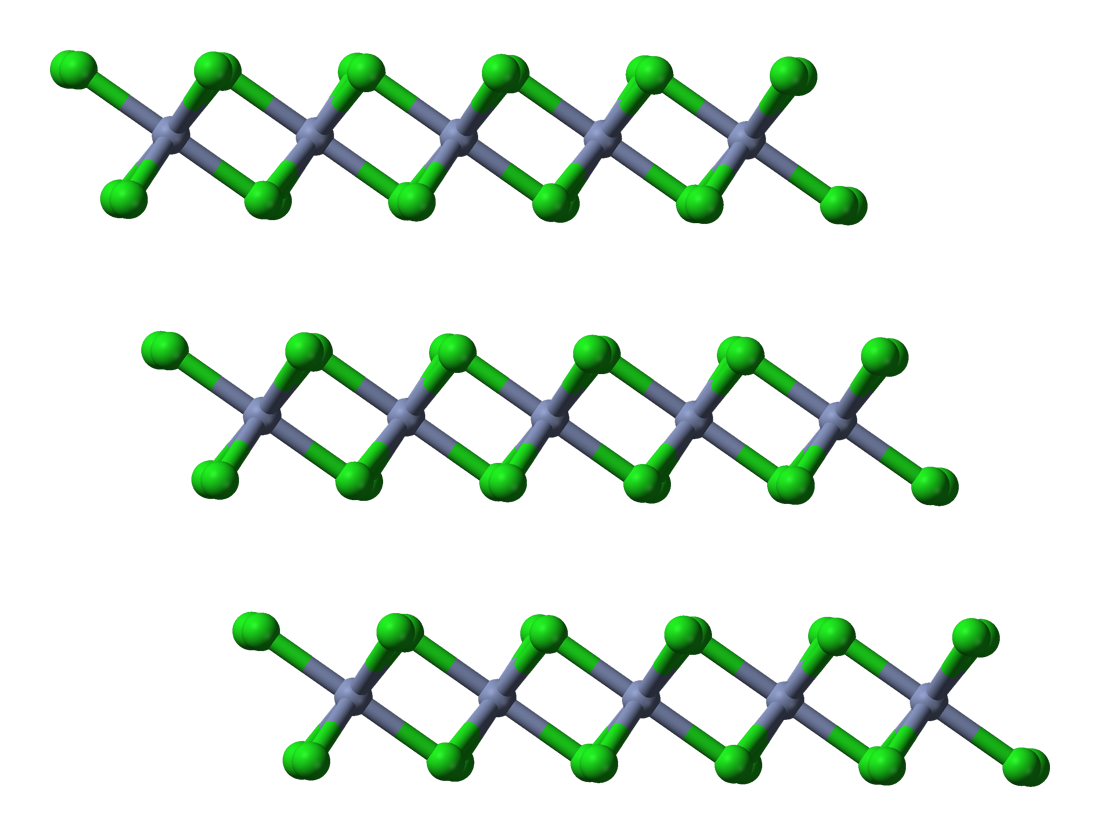